# Richard Carr
Richard Carr est un scénariste américain né le 24 février 1929 à Cambridge, Ohio et décédé le 13 juin 1988 à San Diego.
- Il s'est particulièrement illustré dans les séries TV telles que Alfred Hitchcock présente, Johnny Staccato, Rawhide, Gunsmoke...

## Filmographie partielle
- 1956 : Man from Del Rio
- 1961 : La Ballade des sans-espoir (Too Late Blues)
- 1962 : L'enfer est pour les héros (Hell Is for Heroes)
- 1967 : El Magnifico extranjero
- 1969 : Au paradis à coups de revolver (Heaven with a Gun)
- 1970 : Macho Callahan
- 1970 : Femmes sauvages (Wild Women), téléfilm de Don Taylor
- 1970 : The Over-the-Hill Gang Rides Again (TV)
- 1981 : Sizzle (TV)